# 英聯邦灣

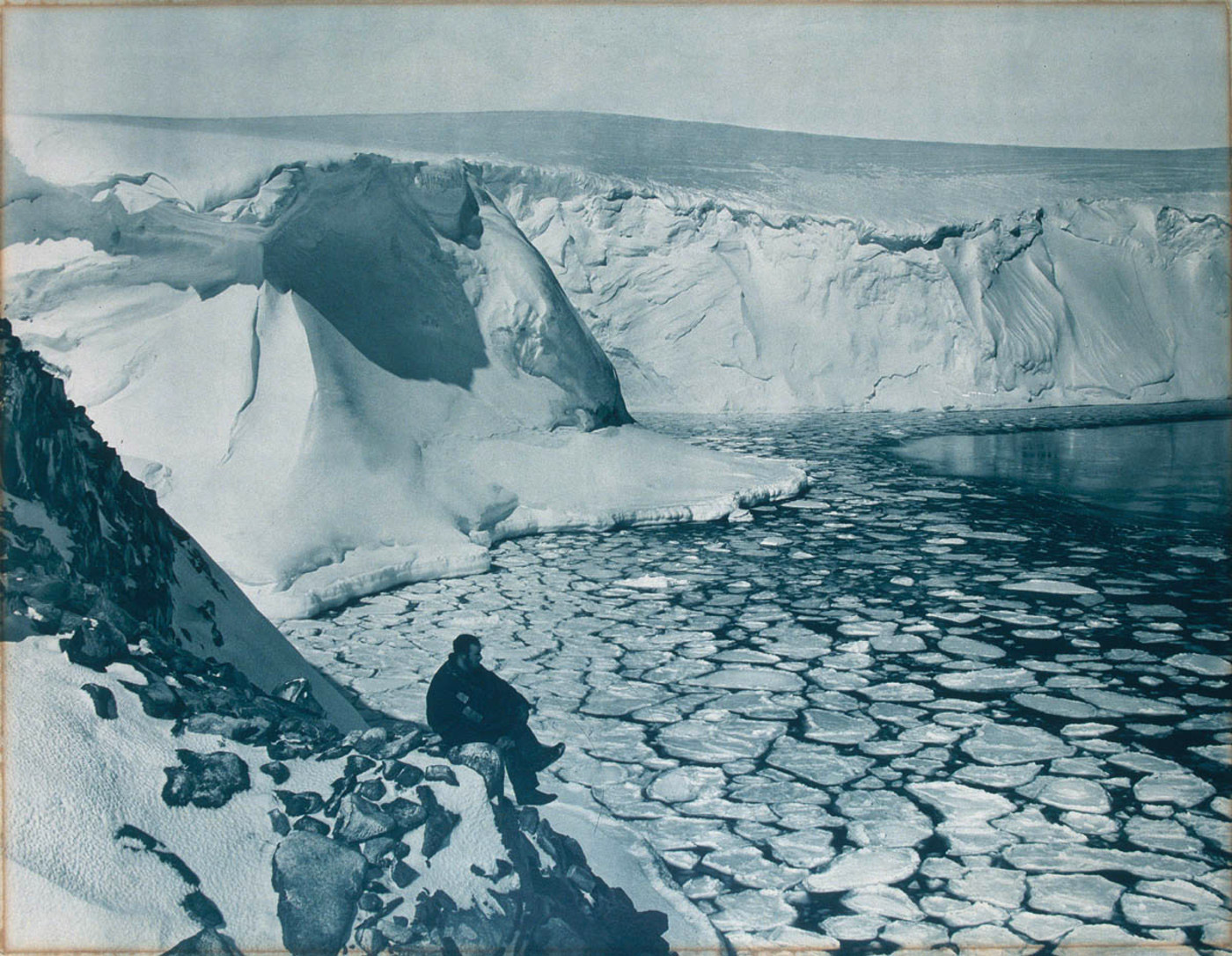
澳大拉西亞南極遠征遠征期間拍攝的英聯邦灣照片。

英聯邦灣是南極洲的海灣，位於奧爾登角和格雷角之間，寬48公里，該海灣在1912年由澳大利亞探險家道格拉斯·莫森率領的探險隊發現，現時由南極條約體系管理。

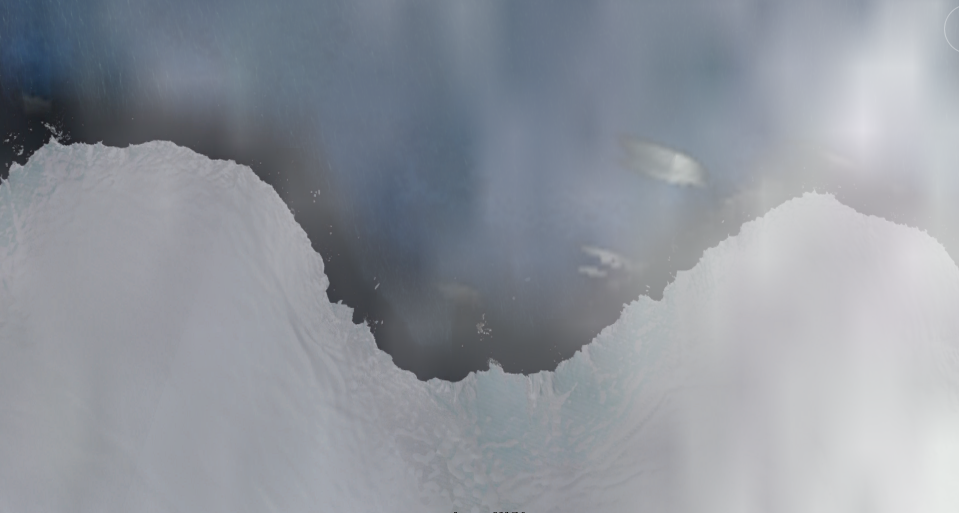
1998年拍攝的衛星照片

## 下降風
《吉尼斯世界纪录大全》和第8版的《國家地理地圖集》將英聯邦灣列為地球上風速最高的地點，該地風速經常超過每小時240公里，年平均風速則超過每小時80公里。
這樣的強風是因為沿著冰原陡峭表面向下往海洋方向集中流動的下降風而形成。氣流會因為冰表面的增加梯度以及丹尼森角的懸崖巨岩而逐漸增加流速。夏季是當地氣流相對較平靜時期，但冬季當地的風暴極強且可以持續極長時間，並且風報可以突然發生或突然停止。風暴的突然發生或停止可能會伴隨強力漩渦和沿著海岸線的短暫存在但快速移動雲層出現。
儘管英聯邦灣的氣候極為惡劣，當地沿海是南極海燕、皇帝企鵝和阿德利企鵝的重要繁殖區。

## 外部連結
- Life On Commonwealth Bay （页面存档备份，存于） by Reuters journalist Pauline Askin
- Commonwealth Bay photographs （页面存档备份，存于） on Flickr

66°54′S 142°40′E / 66.900°S 142.667°E